# Gare de La Chaux-de-Fonds
La gare de La Chaux-de-Fonds est une gare ferroviaire située au centre-ville de La Chaux-de-Fonds dans le canton de Neuchâtel en Suisse. Il s'agit de la gare principale de la ville. C'est une gare de correspondance. La place homonyme accueille aussi la gare des bus.

## Histoire
Une gare dessert La Chaux-de-Fonds depuis 1856. Le bâtiment actuel a été construit de 1901 à 1904 par les architectes Prince & Béguelin. Entre ces deux dates (1856-1903), il y eut trois bâtiments différents.      
La place de la gare a subi une réorganisation complète en 2015-2016. Les vélos, les piétons, les transports publics et les voitures ont désormais chacun leur espace. L'inauguration eut lieu le 22 octobre 2016. 
Entre 2014 et 2017, les CFF investissent environ 3 millions afin de refaire l'isolation et le toit du bâtiment de la gare. Les commerces furent réaménagés, une nouvelle entrée construite sur le côté est et de nouveaux WC installés.

## Service des voyageurs

### Accueil
Un guichet CFF est intégré dans la gare, il permet d'acheter des billets, des abonnements, de faire des changes monétaires ou de se renseigner. Une boulangerie, un café, un kiosque, un petit magasin alimentaire et un MacDonald's sont également présents. La gare est en grande partie adaptée aux personnes à mobilité réduite et aux chaises roulantes.

### Desserte
La gare possède six voies, plusieurs lignes y ont leur terminus :
- Desservi par les CFF :
  - Ligne Neuchâtel – La Chaux-de-Fonds – Le Locle
  - Ligne Bienne – La Chaux-de-Fonds
- Desservi par les BLS :
  - Ligne La Chaux-de-Fonds – Neuchâtel – Berne
- Desservi par les Chemins de fer du Jura :
  - Ligne La Chaux-de-Fonds – Le Noirmont – Glovelier
- Desservi par les TransN :
  - Ligne La Chaux-de-Fonds – Les Ponts-de-Martel
- Desservi par la SNCF :
  - Ligne Besançon-Viotte – La Chaux-de-Fonds